# Жук-Новий
Жук-Новий (пол. Żuk Nowy) — село в Польщі, у гміні Гарасюки Ніжанського повіту Підкарпатського воєводства.
У 1975-1998 роках село належало до Тарнобжезького воєводства.